# Zoltán Medgyes
Zoltán Medgyes (sinh 23 tháng 7 năm 1995) là một cầu thủ bóng đá Hungary hiện tại thi đấu cho Szombathelyi Haladás. Anh cũng là một phần của U-19 Hungary tham dự Giải bóng đá U-19 vô địch châu Âu 2014.

## Thống kê câu lạc bộ
| Câu lạc bộ          | Mùa giải | Giải vô địch | Giải vô địch | Cúp  | Cúp | Cúp Liên đoàn | Cúp Liên đoàn | Châu Âu | Châu Âu | Tổng | Tổng |
| Câu lạc bộ          | Mùa giải | Trận         | Bàn          | Trận | Bàn | Trận          | Bàn           | Trận    | Bàn     | Trận | Bàn  |
| ------------------- | -------- | ------------ | ------------ | ---- | --- | ------------- | ------------- | ------- | ------- | ---- | ---- |
| Haladás             |          |              |              |      |     |               |               |         |         |      |      |
| 2012–13             | 0        | 0            | 0            | 0    | 2   | 0             | 0             | 0       | 2       | 0    |      |
| 2013–14             | 10       | 0            | 1            | 0    | 2   | 0             | 0             | 0       | 13      | 0    |      |
| 2014–15             | 3        | 0            | 1            | 0    | 2   | 0             | 0             | 0       | 6       | 0    |      |
| Tổng                | 13       | 0            | 2            | 0    | 6   | 0             | 0             | 0       | 21      | 0    |      |
| Tổng cộng sự nghiệp |          | 13           | 0            | 2    | 0   | 6             | 0             | 0       | 0       | 21   | 0    |

Cập nhật theo các trận đấu đã diễn ra tính đến ngày 15 tháng 10 năm 2014.